# Survivor: Fiji
Survivor: Fiji foi a décima-quarta temporada do reality show americano Survivor, com seu primeiro episódio indo ao ar em 8 de fevereiro de 2007. Esta temporada foi gravada em Macuata, nas Ilhas Fiji.
As seleções para o programa começaram em 16 de junho de 2006 e centenas de pessoas foram selecionadas, em vários estados americanos, para uma entrevista pela rede de TV CBS. Do total inicial, algumas dezenas de semi-finalistas foram selecionados para irem, posteriormente, a Los Angeles. Destes, 20 finalistas foram selecionados para participarem da temporada que foi gravada entre outubro e dezembro de 2006. Pela primeira vez na história de Survivor, iniciou-se uma temporada com número ímpar de participantes. Mellisa McNulty, uma agenciadora de talentos de 27 anos e moradora da cidade de Los Angeles, abandonou o programa na noite anterior ao início das gravações, pois apresentou ataques de pânico. Por falta de tempo e não terem levado substitutos para Fiji, ninguém substituiu Melissa e a competição começou com 19 participantes ao invés de 20.
O episódio final da temporada, de duas horas de duração, foi transmitido no dia 13 de maio de 2007 e foi seguido pela Reunião, ao vivo, no teatro Ed Sullivan em Nova Iorque, onde o vencedor da temporada foi anunciado. Posteriormente, o apresentador Jeff Probst declarou que esta foi uma de suas temporadas menos favoritas.
A Ilha do Exílio novamente está presente na temporada de Fiji, mas desta vez com algumas mudanças. Ao contrário das temporadas anteriores, dois Ídolos de Imunidade foram escondidos, um em cada acampamento e estes, agora, deveriam ser usados após a votação antes de Jeff anunciar os votos. Alterou-se, também, a dinâmica de reposição dos Ídolos, nesta temporada um Ídolo usado ou eliminado do jogo é novamente escondido ao invés de descartado podendo seu usado até quando restarem cinco pessoas na competição.
O clímax da temporada ocorreu quando Yau-Man Chan ganhou, por ter vencido a Prova de Recompensa no dia 34, uma caminhonete modelo Ford Super Duty 2008 e resolver barganhar este prêmio com o competidor Andria (Dre) “Dreamz” Herd. Yau-Man daria a caminhonete para Dreamz se ele prometesse, caso ganhasse a Imunidade quando restassem apenas 5 competidores no jogo, dá-la para Yau. Dreamz aceitou o acordo e recebeu a caminhonete, posteriormente ganhou a Prova de Imunidade. Entretanto, apesar de se chamar de "um homem de palavra" e querer demonstrar um bom exemplo a seu filho que estava assistindo o programa em casa, Dreamz não cumpriu sua promessa e não entregou o Colar de Imunidade para Yau-Man quando chegou o momento combinado, ocasionando a eliminação deste. Este movimento foi considerado em vídeos promocionais antes, durante e após o programa como "a decisão mais controversa da história de Survivor". Seguindo o padrão apresentado na temporada anterior, Survivor: Cook Islands, três competidores foram para o Conselho Tribal Final. Nesta final, Earl Cole, foi unanimemente votado pelo júri, derrotando Dreamz e Cassandra Franklin por 9-0-0 votos. Posteriormente, Yau-Man revelou que tanto Dreamz como Cassandra receberam o prêmio de cem mil dólares, por terem empatado em segundo lugar recebendo o mesmo número de votos (zero) e Yau-Man, devido ao empate, recebeu o prêmio de sessenta mil dólares do terceiro colocado (mesmo tendo terminado na quarta colocação).
Em 2008 Yau-Man retornou como um “Favorito” na temporada "Survivor: Micronesia – Fans versus Favorites" onde foi o terceiro participante a ser eliminado da competição. Ele foi convidado para uma terceira participação no programa para a vigésima temporada do jogo em Survivor: Heroes vs. Villains, mas ele declinou o convite.

## Participantes
- Alex Angarita - 28 anos - Los Angeles, Califórnia
- Andria (Dre) “Dreamz” Herd - 25 anos - Winmington, Carolina do Norte
- Anthony Robinson - 32 anos - Compton,  Califórnia
- Cassandra Franklin - 42 anos - Los Angeles, Califórnia
- Earl Cole - 35 anos - Santa Monica, Califórnia
- Edgardo Rivera - 28 anos – Miami Beach, Flórida
- Erica Durousseau - 27 anos -  Lake Charles, Louisiana
- Gary Stritesky – 55 anos - Ramsey, Minnesota
- James "Rocky" Reid -  28 anos - Los Angeles, Califórnia
- Jessica deBen  - 26 anos - Los Angeles, Califórnia
- Kenward "Boo" Bernis - 34 anos - Lafayette, Louisiana
- Liliana Gomez - 25 anos - Oxnard, Califórnia
- Lisette "Lisi" Linares - 36 anos - Los Angeles, Califórnia
- Michelle Yi - 23 anos - Cincinatti, Ohio
- Mookie Lee - 25 anos - Chicago, Illinois
- Rita Verreos - 38 anos - San Antonio, Texas
- Stacy Kimball - 27 anos - Boulder, Colorado
- Sylvia Kwan - 52 anos - Ross, Califórnia
- Yau-Man Chan - 54 anos - Martinez, Califórnia

## Progresso dos Participantes
| Participante               | Tribo Original | Tribo Misturada | Tribo Pós-Fusão | Colocação Final                        | Total de Votos |
| -------------------------- | -------------- | --------------- | --------------- | -------------------------------------- | -------------- |
| Jessica deBen              | Ravu           |                 |                 | 1º Eliminado Dia 3                     | 6              |
| Erica Durousseau           | Ravu           |                 |                 | 2º Eliminado Dia 6                     | 6              |
| Sylvia Kwan                | Ravu1          |                 |                 | 3º Eliminado Dia 8                     | 6              |
| Gary Stritesky             | Moto           |                 |                 | Removido por razões médicas Dia 10     | 0              |
| Liliana Gomez              | Moto           |                 |                 | 4º Eliminado Dia 11                    | 6              |
| Rita Verreos               | Ravu           |                 |                 | 5º Eliminado Dia 14                    | 6              |
| Anthony Robinson           | Ravu           | Ravu            |                 | 6º Eliminado Dia 16                    | 10             |
| James "Rocky" Reid         | Ravu           | Ravu            |                 | 7º Eliminado 1º Membro do Júri Dia 19  | 5              |
| Lisette "Lisi" Linares     | Moto           | Ravu2           |                 | 8º Eliminado 2º Membro do Júri Dia 21  | 7              |
| Michelle Yi                | Ravu           | Moto            | Bula Bula       | 9º Eliminado 3º Membro do Júri Dia 24  | 3              |
| Edgardo Rivera             | Moto           | Ravu            | Bula Bula       | 10º Eliminado 4º Membro do Júri Dia 27 | 5              |
| Mookie Lee                 | Ravu           | Ravu            | Bula Bula       | 11º Eliminado 5º Membro do Júri Dia 30 | 6              |
| Alex Angarita              | Moto           | Ravu            | Bula Bula       | 12º Eliminado 6º Membro do Júri Dia 33 | 9              |
| Stacy Kimball              | Moto           | Moto            | Bula Bula       | 13º Eliminado 7º Membro do Júri Dia 36 | 4              |
| Kenward "Boo" Bernis'      | Moto           | Moto            | Bula Bula       | 14º Eliminado 8º Membro do Júri Dia 37 | 5              |
| Yau-Man Chan               | Ravu           | Moto            | Bula Bula       | 15º Eliminado 9º Membro do Júri Dia 38 | 54             |
| Andria (Dre) “Dreamz” Herd | Moto           | Ravu            | Bula Bula       | 2º Colocado3                           | 2              |
| Cassandra Franklin         | Moto           | Moto            | Bula Bula       | 2º Colocado3                           | 5              |
| Earl Cole                  | Ravu           | Moto            | Bula Bula       | Último Sobrevivente - “Sole Survivor”  | 1              |

O Total de Votos é o número de votos que o competidor recebeu durante os Conselhos Tribais onde ele era elegível para ser eliminado do jogo. Não inclui os votos recebidos durante o Conselho Tribal final

## Episódios
| 01 | Something Cruel is About to Happen...Real Soon (Alguma Coisa Cruel Está Prestes a Acontecer...Muito em Breve) | Jessica                  | 16,44 | 8 de fevereiro de 2007  |  |  |
| Prova de Recompensa/Imunidade: Ambas as tribos devem puxar uma carroça através de um percurso com três estações de parada nas quais os competidores montados sobre a carroça devem desatar sacos contendo peças de um quebra-cabeça. Ao coletarem todos os sacos e uma bandeira com a cor da tribo, as tribos devem terminar o percurso até uma bancada para resolver o quebra-cabeça, revelando um código composto por três números. De posse do código eles devem utilizá-lo para manejar uma roda e descobrir uma faca escondida. Com a faca, a tribo deve cortar uma corda que está prendendo a bandeira da tribo. A primeira tribo que içar sua bandeira ganha a prova. - Recompensa: A tribo vencedora passa a habitar o acampamento luxuoso construído nos primeiros dias de competição - Tribo Vencedora: Moto Os competidores chegaram à ilha sem nenhuma instrução e sem serem divididos em tribos. Depois de algum tempo, uma caixa foi lançada de paraquedas no meio do oceano. Após recuperada a caixa, os participantes descobriram que ela continha plantas para a construção de um luxuoso abrigo e a localização dos materiais necessários para esta construção. Os primeiros dias de competição foram utilizados para a construção do abrigo sob o comando principal de Sylvia, a arquiteta do grupo. Na prova combinada de recompensa e imunidade, Jeff perguntou aos competidores quem havia sobressaído como líder do grupo e unanimemente os competidores indicaram Sylvia. À Sylvia, então, coube a divisão do grupo em duas tribos, como estavam em número ímpar, após a divisão Sylvia foi comunicada que seria enviada para a Ilha do Exílio, retornando ao jogo após uma das tribos eliminar seu primeiro integrante. A recém formada tribo Ravu perdeu o desafio e foi enviada para morar em uma nova praia dispondo apenas de uma panela e um facão. Moto, a tribo vencedora, retornou ao acampamento original do grupo onde eles haviam construído o luxuoso abrigo. Rocky, Erica e Jessica formaram uma forte aliança nestes primeiros dias de convívio, enquanto os outros seis se uniram em uma fraca aliança, mas que no Conselho Tribal teve poder suficiente para eliminar Jessica, considerada uma das responsáveis pela derrota do desafio anterior. Jessica saiu do jogo com 6-1-1-1 votos. | |                          |       |                         |  |  |
| 02 | Snakes Are Misunderstood...We Have an Understanding Now                                                       | Erica                    | 16,08 | 15 de fevereiro de 2007 |  |  |
| - Prova de Recompensa/Imunidade: - Recompensa: Kit de pesca - Tribo Vencedora: Moto Ravu continuava a sofrer com a desidratação e foram reduzidos a lamber a água acumulada em folhas para se manterem em pé, embora tenham encontrado uma fonte de abacaxis, além de seu próprio suprimento de cocos. Em Moto, os competidores levavam uma vida confortável em seu luxuoso acampamento. Boo se feriu no olho e pouco tempo depois se cortou com o machado enquanto cortava lenha, mais tarde, continuando sua maré de azar a rede na qual estava deitado caiu. No dia 5, Sylvia retornou da Ilha do Exílio e imediatamente declarou se sentir como uma excluída na tribo. Seus companheiros logo se irritaram com sua prepotência e por terem percebido que ela, enquanto no Exílio, desfrutava de muita água para beber. Novamente o desafio foi combinado entre recompensa e imunidade e, a tribo vencedora ganharia um kit de pesca e a possibilidade de enviar alguém da tribo perdedora para a Ilha do Exílio. Em uma disputa acirrada, Moto sobrepujou Ravu e venceu outro desafio, escolhendo Earl para ser exilado. Antes do Conselho Tribal, Anthony tentou conseguir votos para eliminar Sylvia, considerada uma excluída e por perturbar a química da tribo. No entanto, no Conselho Tribal, Erica ter entrado em pânico durante a prova foi um argumento forte contra ela e culminou em sua eliminação com 6-2 votos. | |                          |       |                         |  |  |
| 03 | This Is Not Survival...It's Thrival                                                                           | Sylvia                   | 13,47 | 22 de fevereiro de 2007 |  |  |
| Em Ravu, Michelle finalmente conseguiu iniciar fogo usando os óculos de Yau-Man. Ela começou tentando utilizar seus próprios óculos, mas percebeu que as grossas lentes bifocais de Yau concentravam melhor a luz solar. | |                          |       |                         |  |  |
| 04 | Let's Just Call Jeff on the Jeff Phone                                                                        | Gary (evacuado) Liliana  | 14,67 | 1 de março de 2007      |  |  |
| | |                          |       |                         |  |  |
| 05 | Love Many, Trust Few, Do Wrong to None                                                                        | Rita                     | 13,81 | 8 de março de 2007      |  |  |
| | |                          |       |                         |  |  |
| 06 | I've Got Strength Now to Carry the Flag                                                                       | Anthony                  | 12,78 | 21 de março de 2007     |  |  |
| | |                          |       |                         |  |  |
| 07 | An Evil Thought                                                                                               | Rocky                    | 13,71 | 29 de março de 2007     |  |  |
| | |                          |       |                         |  |  |
| 08 | So You Think You Can Meke?                                                                                    | Lisi                     | 13,58 | 5 de abril de 2007      |  |  |
| | |                          |       |                         |  |  |
| 09 | Are We Gonna Live on Exile Island?! (Nós Vamos Morar na Ilha do Exílio?!)                                     | Michelle                 | 14,25 | 12 de abril de 2007     |  |  |
| | |                          |       |                         |  |  |
| 10 | It's a Turtle?! (É Uma Tartaruga?!)                                                                           | Edgardo                  | 13,33 | 19 de abril de 2007     |  |  |
| | |                          |       |                         |  |  |
| 11 | Blackmail or Betrayal                                                                                         | Mookie                   | 13,83 | 26 de abril de 2007     |  |  |
| | |                          |       |                         |  |  |
| 12 | A Smile, Velvet Gloves and a Dagger in My Pocket (Um Sorriso, Luvas de Veludo e Uma Adaga no Meu Bolso)       | Alex                     | 13,74 | 3 de maio de 2007       |  |  |
| | |                          |       |                         |  |  |
| 13 | I Wanna See If I Can Make a Deal (Eu Quero Ver Se Faço Um Acordo)                                             | Stacy                    | 13,77 | 10 de maio de 2007      |  |  |
| | |                          |       |                         |  |  |
| 14 | You've Got That Puzzled Look                                                                                  | Boo Yau-Man              | 13,63 | 13 de maio de 2007      |  |  |
| | |                          |       |                         |  |  |
| - | The Reunion (A Reunião)                                                                                       | Earl1 Cassandra1 Dreamz1 | -     | 13 de maio de 2007      |  |  |
| | |                          |       |                         |  |  |

↑1 O nome grafado em vermelho indica que o competidor foi o vencedor da temporada e, portanto, não foi eliminado. Os nomes grafados em verde  indicam os competidores que empataram na segunda colocação por receberem o mesmo número de votos no Conselho Tribal Final.